# 침묵 (1963년 영화)
침묵(스웨덴어: Tystnaden)은 잉마르 베리만 감독의 1963년 스웨덴 영화 작품이다. 흑백 영화로 제작되었다. 영화 속에서 베리만은 정욕에 빠지는 여성을 세디스틱할 정도로 추구한다. 그러나 육욕에 몰입(沒入)해도 결코 인간의 연대(連帶)나 사랑을 얻을 수는 없고 인간은 무한한 고독 속에서 신음한다. 그때 과연 하느님은 어디에 있을지, 하느님을 상실한 현대의 인간은 고독과 절망 속에서 살아가야만 하는지에 대해 현대를 사는 인간을 가차없이 단죄한 문제작이라 할 수 있다.

## 주연
- 잉그리드 추린
- 군넬 린드브롬
- 예르겐 린드스트룀.

## 줄거리
에스타(추린)와 여동생 안나(린드브롬)와 안나의 아이인 7살짜리 요한(린드스트룀)은 휴가 여행에서 돌아오던 중 어떤 호텔에 숙박하게 되는데 거기서는 스웨덴어가 통하지 않는다. 안나는 사나이를 구해 가지고 시내로 들어가고 인텔리인 에스타는 호텔의 침대에서 혼자 자위(自慰)한다. 그날 밤 안나는 언니의 위선적인 태도에 대한 반발도 있고 해서 동행한 남자를 호텔로 끌고 들어가 육체적인 향락에 빠진다. 그리하여 자매(姉妹)의 단절은 결정적인 것으로 된다.

## 같이 보기
- 제36회 아카데미상 외국어영화상 출품작 목록

## 참고 문헌
- 이 문서에는 다음커뮤니케이션(현 카카오)에서 GFDL 또는 CC-SA 라이선스로 배포한 글로벌 세계대백과사전의 "침묵" 항목을 기초로 작성된 글이 포함되어 있습니다.